# Остров-град Свияжск
Остров-град Свияжск, полное официальное наименование Государственный историко-архитектурный и художественный музей-заповедник «Остров-град Свияжск» (тат. Зөя утрау-шәһәрчеге музей-тыюлыгы) — историко-архитектурный и природно-ландшафтный памятник в Зеленодольском районе Республики Татарстан, Россия.

## История и описание музея
Историческое село Свияжск расположено в 30 км от Казани. После череды неудач при взятии Казани, Иван Грозный решил построить город-крепость на месте слияния трех рек Волги, Свияги и Щуки. Город-крепость имел восемнадцать башен. Крепость была построена за короткое время (в 1551 году) и через год после её основания Казань была взята.
Крепость, основанная Иваном Грозным, сохранила древнерусскую архитектуру, православную культуры и историю. Белокаменные монастыри и золотые купола храмов сохранилось и до наших дней[когда?]. Свияжск стал первым православным городом в Среднем Поволжье, центром, откуда шло распространение христианства.
В 1987 году в Свияжске был открыт филиал Государственного музея изобразительных искусств Республики Татарстан
В 2005 году учрежден Государственный природный заказник регионального значения комплексного профиля «Свияжский»
В 2009 году Свияжск отнесен к объектам культурного наследия республиканского значения в виде достопримечательного места (в границах Свияжского сельского поселения).
Музей-заповедник создан постановлением Кабинета Министров Республики Татарстан в 2009 году, официальное название установлено в 2015 году.
В состав музейного комплекса входят: музей истории Свияжска, музей художника Геннадия Архиреева, музей археологического дерева, музейная галерея и выставочный зал.
На территории музея-заповедника расположены Свияжский Успенский монастырь, Свияжский Иоанно-Предтеченский монастырь, Троицкая церковь, Собор Богоматери Всех Скорбящих Радости.
- Свияжский историко-архитектурный комплекс
- Сергиевская церковь Иоанно-Предтеченского монастыря
- Богородице-Успенский мужской монастырь
- Успенский собор
- Монета Банка России. Музей-заповедник «Остров-град Свияжск», Республика Татарстан

## Официальный сайт
- Государственный историко-архитектурный и художественный музей-заповедник «Остров-град Свияжск» Архивная копия от 14 июня 2020 на Wayback Machine